# Paola Vukojicic
Paola Vukojicic (* 28. August 1974 in Buenos Aires) ist eine ehemalige argentinische Hockeyspielerin. Sie gewann mit der argentinischen Nationalmannschaft bei Olympischen Spielen eine Silber- und zwei Bronzemedaillen und war Weltmeisterin 2002.

## Sportliche Karriere
Die 1,64 m große Paola Vukojicic war bei den meisten Turnieren, an denen sie teilnahm, Ersatztorhüterin und stand nur selten auf dem Platz. Bis 2006 war Mariela Antoniska Stammtorhüterin der Nationalmannschaft. 1999 siegten die Argentinierinnen bei den Panamerikanischen Spielen in Winnipeg. Bei den Olympischen Spielen 2000 in Sydney wurde Vukojicic nur im Zwischenrundenspiel gegen die Neuseeländerinnen eingesetzt. Die argentinische Mannschaft erreichte das Finale gegen die Australierinnen und unterlag mit 1:3.
Ende 2002 fand die Weltmeisterschaft in Perth statt. Vukojicic spielte in der Vorrunde und in der Zwischenrunde je eine Partie. Die Argentinierinnen gewannen das Finale im Siebenmeterschießen gegen die Niederländerinnen. Bei den Olympischen Spielen 2004 in Athen stand Vukojicic im Vorrundenspiel gegen Neuseeland im Tor. Die argentinische Mannschaft unterlag im Halbfinale den Niederländerinnen im Siebenmeterschießen, gewann aber das Spiel um die Bronzemedaille mit 1:0 gegen die Chinesinnen.
2006 bei der Weltmeisterschaft in Madrid spielte Vukojicic nur in der Vorrundenpartie gegen die südafrikanische Mannschaft. Die Argentinierinnen unterlagen im Halbfinale den Niederländerinnen, im Spiel um Bronze besiegten sie die Spanierinnen mit 5:0. Im Jahr darauf gewannen die Argentinierinnen bei den Panamerikanischen Spielen in Rio de Janeiro. Bei den Olympischen Spielen 2008 in Peking war Paola Vukojicic Stammtorhüterin vor Belén Succi. Die Argentinierinnen belegten in ihrer Vorrundengruppe den zweiten Platz hinter den Deutschen, wobei die Argentinierinnen den direkten Vergleich mit 4:0 gewonnen hatten. Im Halbfinale unterlagen sie den Niederländerinnen mit 2:5. Im Spiel um den dritten Platz trafen die Argentinierinnen wieder auf die Deutschen und siegten mit 3:1.